# Penicillidia heinrichi
Penicillidia heinrichi är en tvåvingeart som beskrevs av Theodor 1967. Penicillidia heinrichi ingår i släktet Penicillidia och familjen lusflugor.
Artens utbredningsområde är Myanmar. Inga underarter finns listade i Catalogue of Life.